# 13825 Booth
13825 Booth eller 1999 VJ87 är en asteroid i huvudbältet som upptäcktes den 4 november 1999 av LINEAR i Socorro County, New Mexico. Den är uppkallad efter Tempest Diane Booth.
Asteroiden har en diameter på ungefär 4 kilometer.